# Jacquinia polyphlebia
Jacquinia polyphlebia är en viveväxtart som beskrevs av Ignatz Urban och Ekman. Jacquinia polyphlebia ingår i släktet Jacquinia och familjen viveväxter. Inga underarter finns listade i Catalogue of Life.